# Salvia alamosana
Salvia alamosana là một loài thực vật có hoa trong họ Hoa môi. Loài này được Rose miêu tả khoa học đầu tiên năm 1891.